# Achrysocharoides suprafolius
Achrysocharoides suprafolius is een vliesvleugelig insect uit de familie Eulophidae. De wetenschappelijke naam is voor het eerst geldig gepubliceerd in 1974 door Askew.